# Křenová (předměstí Brna)

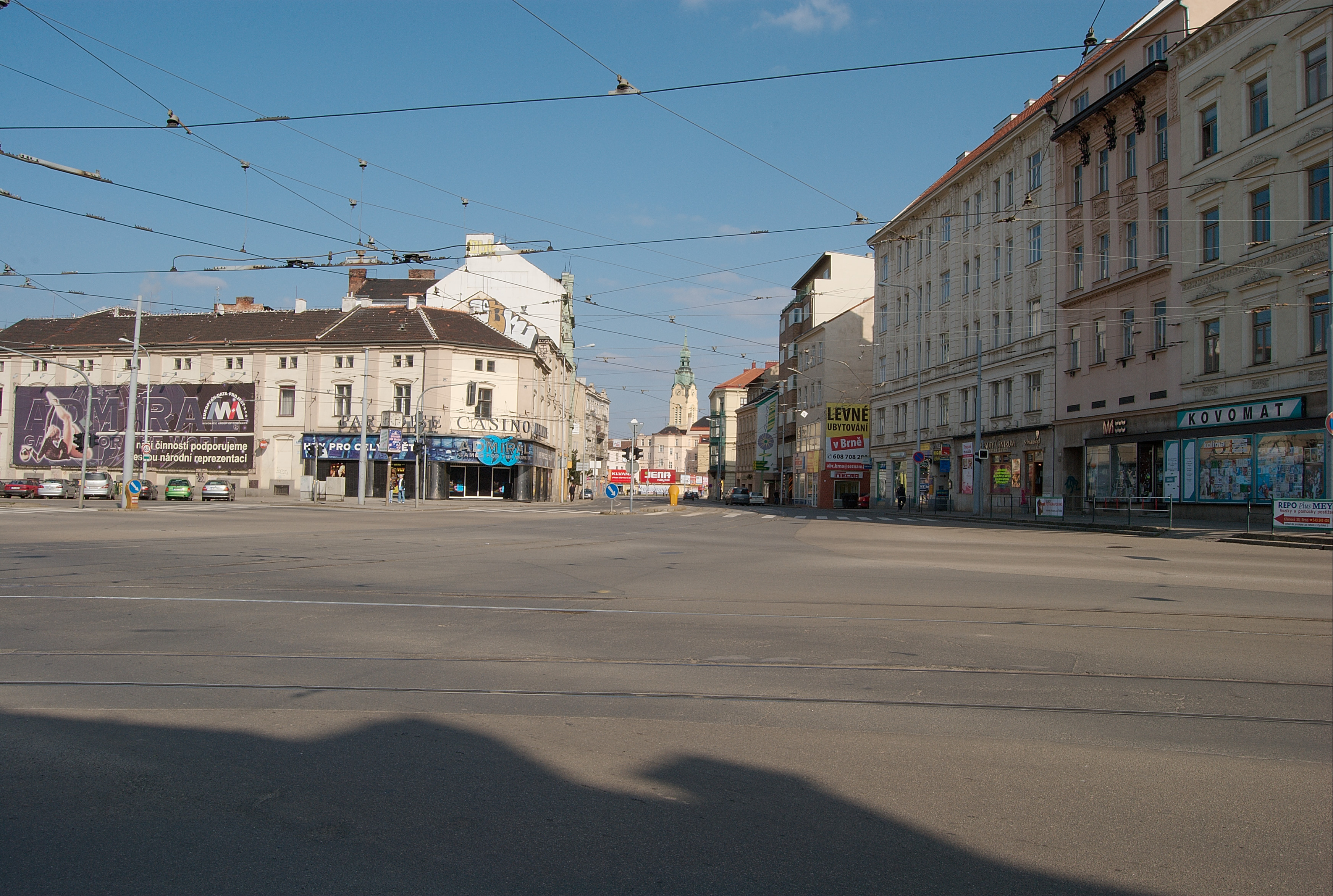
Pohled do ulice Křenová z Koliště

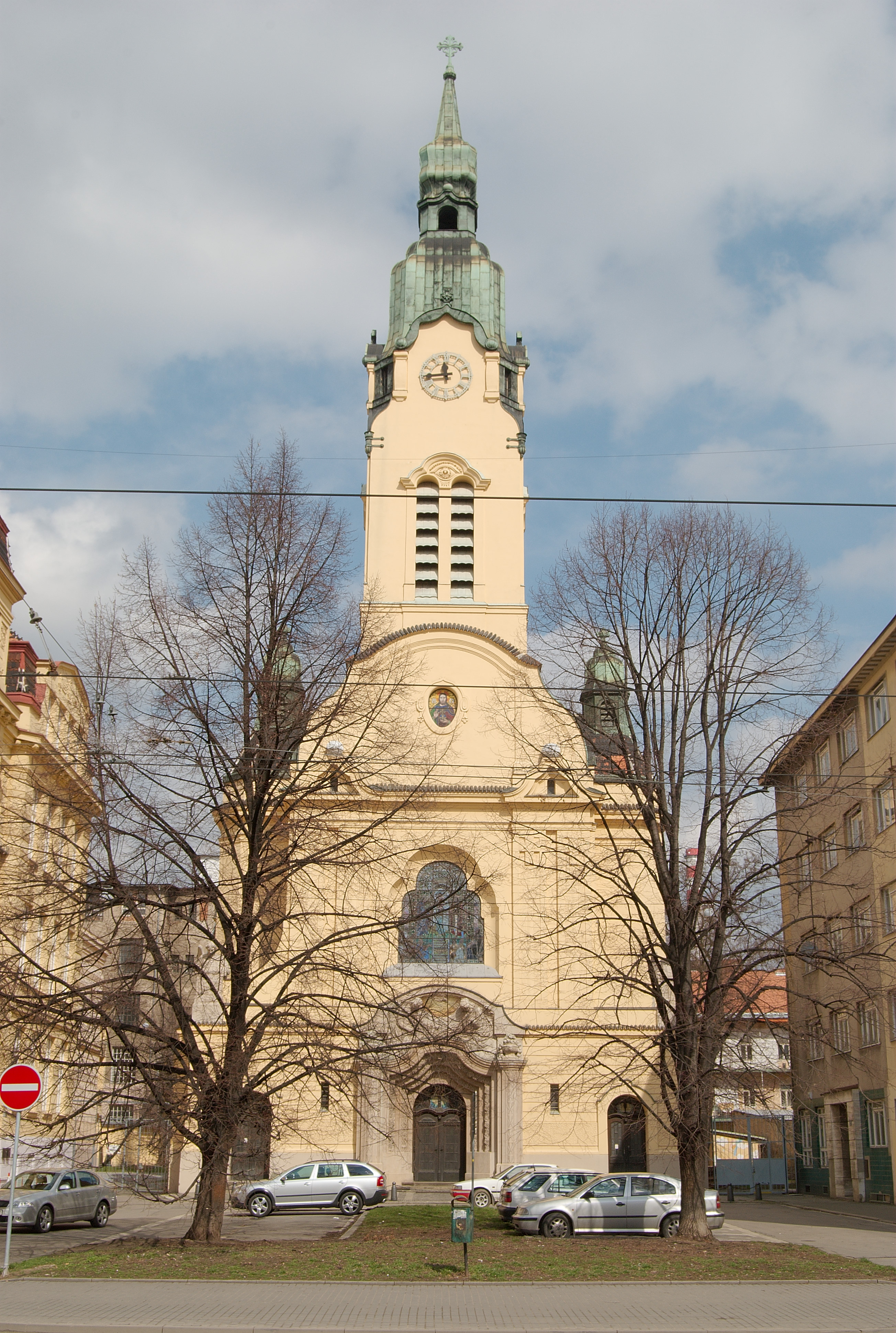
Secesní kostel Neposkvrněného početí Panny Marie v Křenové ulici

Křenová, původně Velká a Malá Křenová (německy Große und kleine Kröna či prostě Kröna) je bývalá předměstská čtvrť v Brně a zrušené katastrální území, existující do roku 1941 v okolí západní části stejnojmenné ulice na západě současného katastrálního území Trnitá, a od 24. listopadu 1990 téměř celé náleží k samosprávné městské části Brno-střed, nepatrná část k městské části Brno-jih. Původně se jednalo o obec zmiňovanou prvně roku 1365 (Crenow).

## Charakteristika a vymezení
K malému katastru Křenové, jejíž zástavba dodnes existuje, náležely domy v okolí západní části Křenové ulice, dále západní část ulice Mlýnská, nejjižnější část ulice Vlhká, téměř celá ulice Řeznická, krátký úsek ulice Zvonařka a celé ulice Rumiště, Skořepka, Štěpánská, Cyrilská, Čechyňská a Šujanovo náměstí. Celá čtvrť má výrazně městský charakter, jižně od Křenové jeví výrazné známky zanedbání údržby. Nejdůležitější dopravní tepnou a zároveň osou čtvrti je ulice Křenová, v níž se nachází i zdejší dominanta, secesní kostel Neposkvrněného početí Panny Marie.

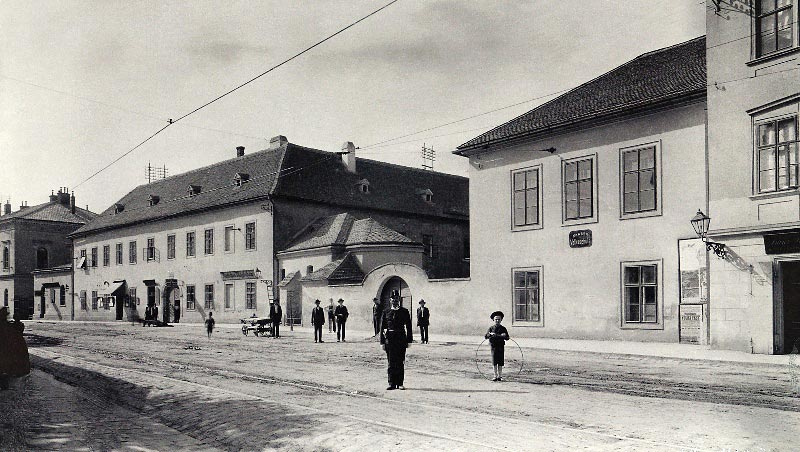
Fotografie ulice z počátku 20. století

Křenová sousedila s Koženou a Dolním a Horním Cejlem (na severu), s původním katastrem Zábrdovic (na východě), s původním katastrem Trnité (na jihovýchodě a jihu), s Náhonem, s nímž měla srostlou zástavbu (na jihu), a na východní straně ulice Koliště s původním katastrem Města Brna. Východní hranice probíhala severojižní linií procházející středem budovy současného Úřadu práce Brno-město, poté západovýchodní linií vedoucí po jižní straně Křenové, poté se hranice na východním rohu Čechyňské a Křenové stáčela přibližně k jihu, poté vedla k jihu starým korytem Svitavy. s nímž měla srostlou zástavbu. Jižní hranice Křenové probíhala (popisováno od západu k jihovýchodu) po jižním okraji Mlýnské ulice, poté obtáčela domy na západním rohu Mlýnské a Přízové, a ponechávala je v katastru Křenové, dále pak vedla přibližně k jihu východně od domů při ulici Přízová, a poté k jihovýchodu po toku zaniklého Mlýnského Náhonu a Ponávce.